# Edmund Wilhelm Milliet
Edmund Wilhelm Milliet (* 1. November 1857 in Basel; † 16. April 1931 in Bern) war ein Schweizer Statistiker.

## Leben
Edmund Wilhelm Milliet studierte ab 1873 Volkswirtschaft und Recht an der Universität Basel. Im Jahr 1883 kam er auf Empfehlung von Hermann Kinkelin als Adjunkt zum Eidgenössischen Statistischen Büro und wurde 1886 dessen Direktor. Dort beschäftigte er sich intensiv mit der Alkoholfrage und legte 1884 einen umfassenden Bericht vor. 1888 wurde er zum Gründungsdirektor der Eidgenössischen Alkoholverwaltung gewählt, doch blieb er bis Ende Februar 1889 auch Direktor des Statistischen Büros. Die Alkoholverwaltung verliess er 1922.
Im Jahr 1908 erhielt er den Ehrendoktortitel der juristischen Fakultät der Universität Bern, von 1913 bis 1919 war er Präsident der Schweizerischen Statistischen Gesellschaft und von 1910 bis 1929 Honorarprofessor für Nationalökonomie an der Universität Bern.